# Бирюля (Республика Алтай)
Бирюля (алт. Бӧрӱлӱ) — село в Майминском районе Республики Алтай России. Административный центр Бирюлинского сельского поселения.

## Этимология
В переводе с алтайского языка название села означает изобилующий волками.

## География
Село расположено в долине реки Маймы, в месте впадения реки в неё реки Бирюля, на расстоянии 32 км к юго-востоку от села Майма, административного центра района..

## Население
| 2008 | 2009 | 2010 | 2011 | 2012 | 2013 | 2014 |
| ---- | ---- | ---- | ---- | ---- | ---- | ---- |
| 774  | ↘754 | ↘679 | ↗680 | ↗685 | ↗687 | ↗696 |
| 2015 | 2016 |      |      |      |      |      |
| ↗705 | ↗727 |      |      |      |      |      |